# 대해로 (보령시)
대해로 (Daehae-ro)는 충청남도 보령시 대천동 시만탑광장에서 보령시수청사거리 잇는 8.3km의 도로이다.

## 주요 경유지
충청남도
- 보령시 (대천동)

## 노선
| 이름          | 접속 노선                     | 소재지 | 소재지 | 비고                 |
| ------------- | ----------------------------- | ------ | ------ | -------------------- |
| 시민탑광장    | 해수욕장4길                   | 보령시 | 대천동 |                      |
| (이름 없음)   | 머드로                        | 보령시 | 대천동 |                      |
| 됫벽산교차로  | 지방도 제607호선 (광장진입로) | 보령시 | 대천동 | 지방도 제607호선구간 |
| 흑포삼거리    | 국도 제36호선 (대천항로)      | 보령시 | 대천동 | 지방도 제607호선구간 |
| 해망산삼거리  | 군마루1길                     | 보령시 | 대천동 | 국도 제36호선 구간   |
| 요암삼거리    | 뒷골길                        | 보령시 | 대천동 | 국도 제36호선 구간   |
| 삼현삼거리    | 삼현길                        | 보령시 | 대천동 | 국도 제36호선 구간   |
| 후동삼거리    | 뒷골길                        | 보령시 | 대천동 | 국도 제36호선 구간   |
| 대천 나들목   | 15호선 서해안고속도로         | 보령시 | 대천동 | 국도 제36호선 구간   |
| 남곡사거리    | 황골길 탑동1길                | 보령시 | 대천동 | 국도 제36호선 구간   |
| 대천역사거리  | 녹물1길                       | 보령시 | 대천동 | 국도 제36호선 구간   |
| 궁촌교        |                               | 보령시 | 대천동 | 국도 제36호선 구간   |
| 터미널사거리  | 명해로                        | 보령시 | 대천동 | 국도 제36호선 구간   |
| 궁촌사거리    | 현충탑길                      | 보령시 | 대천동 | 국도 제36호선 구간   |
| 수청사거리    | 중앙로 보령남로               | 보령시 | 대천동 | 국도 제36호선 구간   |
| 대청로와 직결 |                               |        |        |                      |

## 주요 건물 및 시설
- 미니스톱 대천신광장점 (대해로 888/신흑동 1987)
- 호텔마스타대천 (대해로 876/신흑동 1945)
- 시내버스매표소 (대해로 869/신흑동 2016)
- 현대오일뱅크 대천서부수협주유소 (대해로 791/신흑동 1627)
- CU보령원다점 (대해로 652/신흑동 1010-3)
- 세븐일레븐 보령대천IC점 (대해로 431/요암동 80-2)
- 현대오일뱅크 대천IC셀프주유소 (대해로 423/요암동 83-2)
- 이마트24 보령대해점 (대해로 396/남곡동 574-2)
- S-OIL 해양주유소 (대해로 386/남곡동 459)
- 한국타이어 TBX보령점 (대해로 340/남곡동 429-3)
- S-OIL 대해로주유소 (대해로 297/남곡동 287-1)
- 알뜰주유소 24시충청주유소 (대해로 294/남곡동 288-1)
- E1 대천IC충전소 (대해로 286/남곡동 302-7)
- 한국전기안전공사 충남서부지사 (대해로 218/내항동 571-1)
- KT&G보령지점 (대해로 191/내항동 414)
- 현대오일뱅크 직영 현대보령셀프주유소 (대해로 176/내항동 374)
- 뉴-현대자동차운전전학원 (대해로 173/내항동 358-1)
- CU 대천IC점 (대해로 146/내항동 320-4)
- GS칼텍스 역전주유소 (대해로 141/내항동 325-3)
- G24편의점 (대해로 141/내항동 325-3)
- 대천역 (대해로 116/내항동 336-11)
- 스타벅스 (대해로 101/궁촌동 133-1)
- 신제일병원 (대해로 52/궁촌동 156-12)
- 르노코리아자동차 보령대리점 (대해로 42/궁촌동 25-5)
- 타이어뱅크 보령점 (대해로 7/명천동 495-22)